# John Dee
John Dee (Londres, 13 de julho de 1527 — Richmond upon Thames, 1608 ou 1609) foi um matemático, astrônomo, astrólogo, geógrafo, espião e conselheiro particular da rainha Isabel I de Inglaterra. Devotou também grande parte de sua vida à alquimia, adivinhação e à filosofia hermética. Como antiquário, ele tinha uma das maiores bibliotecas da Inglaterra na época. Como conselheiro político, defendeu a fundação de colônias inglesas no Novo Mundo para formar um "Império Britânico", um termo que ele é creditado por cunhar.
Dee finalmente deixou o serviço de Isabel e partiu em busca de conhecimento adicional nos reinos mais profundos do ocultismo e do sobrenatural. Ele se aliou a vários indivíduos que podem ter sido charlatães, viajou pela Europa e foi acusado de espionar para a coroa inglesa. Ao retornar à Inglaterra, ele encontrou sua casa e biblioteca vandalizadas. Ele finalmente voltou ao serviço da rainha, mas foi rejeitado quando ela foi sucedida por Jaime VI da Escócia e I de Inglaterra. Ele morreu na pobreza em Londres, e seu túmulo é desconhecido.

## Biografia

### Juventude
Dee nasceu em Tower Ward, Londres em uma família galesa (seu sobrenome deriva do termo galês du que quer dizer negro). Seu pai era um mercador e um membro menor da Corte. Dee estudou na então Escola Chelmsford Chantry - de 1542 a 1546 - St. John's College, em Cambridge. Suas grandes habilidades foram logo reconhecidas, e foi aceito entre os membros-fundadores do Trinity College de Cambridge. No fim da década de 1540 e no começo da década de 1550 viajou pela Europa, estudando em Louvain e em Bruxelas e lecionando em Paris no Euclid. Estudou com Gemma Frisius e tornou-se amigo próximo do cartógrafo Gerardus Mercator. Retornou a Inglaterra com uma coleção importante de instrumentos matemáticos e astronômicos.
Foi oferecida a Dee uma classe de matemática em Oxford em 1554, mas ele declinou porque estava insatisfeito com a ênfase que as universidades inglesas davam à retórica e à gramática (que, junto com a lógica, formavam a trívia acadêmica) pondo-as acima da filosofia e ciência (a mais avançada quadrívia), compreendendo a aritmética, a geometria, a música, e a astronomia.
Em 1555 foi preso e julgado por "cálculo" por ter traçado horóscopos da rainha Mary e da então princesa Elizabeth. A essa acusação foi acrescentada depois a de traição contra a rainha. Dee compareceu à Star Chamber e fez sua própria defesa com sucesso, mas antes de ser libertado foi intimado pelo bispo católico reacionário Edmund Bonner para o exame religioso. Outra vez foi inocentado, inclusive se tornando um amigo próximo de Bonner. Este episódio foi apenas o mais dramático da série de ataques e difamações que perseguiriam Dee durante toda sua vida. Seu desdém pela discrição pode ter tornado as coisas ainda piores.
Dee apresentou à rainha Mary um plano visionário para a preservação de livros antigos, manuscritos e registros que envolvia a fundação de uma biblioteca nacional, em 1556. Sua proposta foi desconsiderada, no entanto construiu sua biblioteca particular em sua casa em Mortlake, adquirindo incansavelmente livros e manuscritos na Inglaterra e no continente. A biblioteca de Dee transformou-se na maior da Inglaterra, atraindo escolares e transformando-se num centro de aprendizagem fora das universidades.
Elizabeth assumiu o trono em 1558, e Dee tornou-se seu conselheiro para questões astrológicas e científicas, inclusive foi ele a escolher o dia da cerimônia de coroação. Da década de 1550 à década de 1570, serviu como um conselheiro às viagens de descoberta da Inglaterra, fornecendo auxílio técnico na navegação e o no apoio ideológico à criação de um Império Britânico (Dee foi o primeiro a usar o termo). Em 1577, publicou os Memórias Gerais e Raras no que Concerne a Perfeita Arte da Navegação, um trabalho que disseminou sua visão para um império marítimo e reafirmava as reivindicações territoriais inglesas no Novo Mundo. Dee era amigo próximo de Humphrey Gilbert e de Sir Philip Sidney e seu círculo.
Em 1564 Dee escreveu o tratado hermético Monas Hieroglyphica ("a mônada hieroglífica"), uma interpretação cabalística exaustiva de um glifo criado por ele mesmo, numa tentativa de expressar a unidade mística de toda a criação. Este trabalho foi altamente valorizado por muitos dos contemporâneos de Dee, mas a perda da tradição oral secreta de Dee tornou o trabalho difícil de se interpretar nos dias atuais.
Ele também publicou um "prefácio matemático" para a tradução inglesa de Elementos de Euclides, em 1570. Nele, Dee argumentava sobre a importância central da matemática e salientou a maneira com que a matemática influenciava as outras ciências e artes. Este prefácio foi apresentado para uma audiência fora das universidades, e provou ser o trabalho mais influente de Dee, sendo reimpresso frequentemente.

### Vida Posterior
No começo da década de 1580 crescia a insatisfação de Dee com seu pouco progresso em aprender os segredos da natureza e com sua própria falta da influência e do reconhecimento. Começou a se voltar para o sobrenatural como meio de adquirir conhecimento. Especificamente, tentou contactar anjos através do uso de um "scryer" ou bola de cristal, que agisse como um intermediário entre ele e tais criaturas celestiais.
As primeiras tentativas de Dee não foram satisfatórias, mas em 1582 encontrou-se com Edward Kelley, que o impressionou extremamente com suas habilidades. Dee pôs Kelley a seu serviço e começou a devotar todas as suas energias a suas perseguições sobrenaturais. Estas "conferências espirituais" ou as "ações" eram conduzidas sempre após períodos de purificação, de preces e de jejum. Dee foi convencido dos benefícios que eles poderiam trazer à humanidade. (o caráter de Kelley é mais difícil de avaliar: alguns concluíram que agiu com completo cinismo, mas a desilusão ou a decepção consigo mesmo não estão fora de questão). Dee dizia que os anjos lhe ditaram muitos livros desta maneira, alguns em uma espécie de língua angélica ou enochiana.
Em 1583 Dee conheceu o nobre polonês Albert Laski, que convidou-o para lhe acompanhar em seu retorno a Polônia. Através de alguns sinais dos anjos, Dee foi persuadido a ir. Dee, Kelley e suas famílias foram para o continente em setembro 1583, mas descobriram que Laski estava falido e aquém dos favores da corte de seu próprio país. Dee e Kelley começaram uma vida nômade na Europa central, mas continuaram suas conferências espirituais, que Dee registrou meticulosamente. Tiveram audiências com o imperador Rodolfo II e com o rei Stefan I de Polônia e tentaram convencê-los da importância de suas comunicações angélicas. Foram ignorados por ambos os blerg
Durante uma conferência espiritual na Boêmia (que corresponde atualmente a parte da República Tcheca) em 1587, Kelley disse a Dee que o anjo Uriel ordenou que os dois homens compartilhassem suas esposas. Kelley, que nessa época estava se tornando um alquimista proeminente e era muito mais procurado que Dee, pode ter desejado usar isto como uma maneira de acabar com as conferências espirituais. A ordem provocou em Dee uma profunda angústia, mas ele não duvidou de sua autenticidade e aparentemente deixou que ela fosse em frente, mas pouco depois abandonou as conferências e não voltou a ver Kelley. Dee retornou à Inglaterra em 1589.

### Vida pessoal
Foi casado três vezes e teve oito filhos. Seu filho mais velho era Arthur Dee, que foi também um alquimista e um autor hermético. John Aubrey dá a seguinte descrição de Dee: "era alto e delgado. Vestia uma túnica como a túnica de um artista, com as mangas suspensas, e uma fenda.... Suas veias eram muito visíveis… uma longa barba tão branca quanto o leite. Um homem muito bonito."

### Anos finais
Dee retornou a Mortlake após seis anos e encontrou sua biblioteca arruinada e muitos de seus livros e instrumentos preciosos roubados. Procurou o apoio de Elizabeth, que fez dele o diretor do Christ's College em Manchester em 1592. Entretanto, era agora extensamente considerado como um mágico maligno e não tinha como exercer muito controle sobre seus companheiros, que o desprezavam. Saiu de Manchester em 1605. Nessa época Elizabeth já morrera, e James I, antipático a qualquer coisa relacionada ao sobrenatural, não lhe auxiliou de forma alguma. Dee passou seus últimos anos de vida na pobreza em Mortlake, onde morreu no fim de 1608 ou início de 1609. Infelizmente, tanto sua lápide quanto qualquer documento que ateste seu óbito são desconhecidos.

## Realizações

### Pensamento
Dee era um religioso fervoroso, mas sua interpretação da religião foi influenciada profundamente pelas doutrinas hermética e platônica que eram dominantes na renascença. Ele acreditava que o número era a base de todas as coisas e a chave para o conhecimento e que a Criação foi um ato de "numeração" de Deus. Do hermetismo, extraiu a opinião de que o homem tem o potencial para o poder divino, e acreditava que este poder divino poderia ser exercido através da matemática. Sua mágica angélico-cabalística (que era pesadamente numerológica) e seu trabalho na matemática prática (navegação, por exemplo) eram para ele simplesmente os fins mundanos do mesmo espectro. Seu objetivo final era ajudar a levar adiante uma religião unificada mundial com a recuperação da ruptura das igrejas católica e protestantes e recapturar a teologia pura dos antigos.

### Reputação e significância
Aproximadamente dez anos após a morte de Dee, o antiquário Robert Cotton comprou a terra em torno da casa de Dee e começou a escavar em busca de papéis e artefatos. Descobriu diversos manuscritos, principalmente registros de comunicações angélicas de Dee. O filho de Cotton deu estes manuscritos ao escolar Méric Casaubon, que os publicou em 1659, junto com uma longa introdução crítica de seu autor. Como a primeira revelação pública das conferências espirituais de Dee, o livro foi extremamente popular e vendeu rapidamente. Casaubon, que acreditava na realidade dos espíritos, discutiu em sua introdução que Dee estava agindo sem saber como ferramenta de espíritos malignos quando acreditou que estava comunicando-se com anjos. Este livro é na maior parte responsável pela imagem que prevaleceu de Dee para os dois séculos e meio seguintes de um fanático desiludido.
Quase ao mesmo tempo a Relação Fiel e Verdadeira foi publicada e membros da Rosa-cruz reivindicaram Dee como um de seus membros. Há dúvida, entretanto, de que um movimento organizado Rosa-cruz tenha existido durante a época em que Dee viveu, e não há nenhuma evidência de que Dee tenha pertencido a qualquer fraternidade secreta. Entretanto, alguns ocultistas acreditam que Dee tenha sido um membro da organização "The Seven Circle", um agente infiltrado sob o código 007, um Mestre secreto, acompanhado de seu pupilo, o famoso escritor Sir Francis Bacon.[carece de fontes?] A reputação de Dee como um mágico e a história vívida de sua associação com Edward Kelley fizeram dele uma figura aparentemente irresistível aos fabulistas, aos escritores de histórias de terror e aos mágicos dos dias atuais. O acréscimo de informações falsas ou simplesmente exageradas sobre Dee obscurece frequentemente os fatos de sua vida, por mais notáveis que tenham sido.
Uma reavaliação do caráter e da magnitude de Dee veio no século XX, pela maior parte em consequência do trabalho do historiador Frances Yates, que trouxe um foco novo ao papel da mágica no renascimento e no desenvolvimento da ciência moderna. Em consequência desta nova avaliação, Dee agora é visto como um estudioso sério e apreciado como um dos homens mais instruídos de seus dias, ainda que um tanto excêntrico.
Sua biblioteca pessoal em Mortlake era a maior no país, e foi considerada uma das mais sofisticadas da Europa. Além de ser um conselheiro astrológico, científico e geográfico para a rainha Elizabeth e sua côrte, era um defensor da colonização de América do Norte e o visionário de um Império Britânico que se estenderia através do Atlântico norte.
Dee promoveu as ciências da navegação e da cartografia que estudou com Gerardus Mercator, e possuía uma coleção importante de mapas, globos e instrumentos astronômicos. Desenvolveu instrumentos novos assim como técnicas navegacionais especiais para o uso em regiões polares. Dee serviu como um conselheiro às viagens de descobertas inglesas, e selecionou pilotos pessoalmente e treinou-os na navegação.
Acreditava que essa matemática (que considerava misticamente) era central ao progresso da aprendizagem humana. A centralidade da matemática na visão de Dee tornava-o mais moderno do que Francis Bacon, embora alguns estudiosos acreditem que a matemática foi propositadamente ignorada por Bacon por causa da atmosfera antiocultista do reino de James I. No entanto deve-se entender que a compreensão de Dee do papel da matemática é radicalmente diferente de nossa visão contemporânea.
A realização prática mais duradoura de Dee deve ser sua divulgação da matemática fora das universidades. Seu "prefácio matemático" a Euclides foi significante em promover o estudo e a aplicação da matemática por aqueles sem uma instrução de nível superior, e era muito popular e influente entre os "mecânicos", a classe nova e crescente de artesãos e técnicos. O prefácio de Dee incluía demonstrações de princípios matemáticos que os leitores poderiam executar.
Dee era amigo de Tycho Brahe e estava familiarizado com o trabalho de Copérnico. Muitos de seus cálculos astronômicos foram baseados em suposições de Copérnico, mas nunca defendeu abertamente a teoria do heliocentrismo. Dee aplicou a teoria de Copérnico ao problema da reforma do calendário. Suas recomendações razoáveis não foram aceitas, entretanto, para razões políticas.
Ele é associado frequentemente com o manuscrito de Voynich. Wilfrid M. Voynich, que comprou o manuscrito em 1912, sugeriu que Dee pode ter possuído o manuscrito e o teria vendido ao imperador Rodolfo II. Mas os contatos de Dee com Rudolph eram bem menos extensos do que se pensava anteriormente e os diários de Dee não mostram nenhuma evidência da venda.

### Artefatos

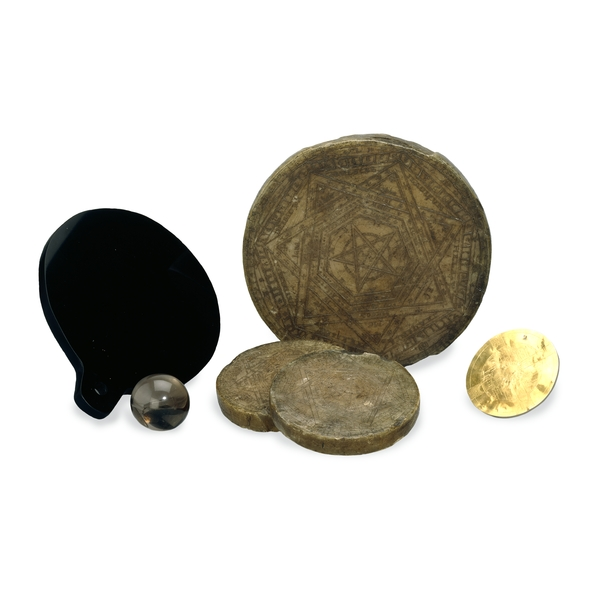
Artefatos de Dee

O Museu Britânico mantem diversos artigos que pertenceram a John Dee, a maioria associado com suas conferências espirituais:
- Espelho de obsidiana asteca (trazido a Europa no fim da década de 1520), que chegou a ser propriedade de Horace Walpole;
- Os pequenos selos de cera usados para apoiar os pés da "mesa de prática" de Dee (a mesa em que utilizava a bola de cristal);
- O selo maior e mais decorado chamado "selo de Deus", usado para apoiar a "Shew-Stone"", a esfera de cristal usada por Dee;
- Um amuleto de ouro gravado com uma representação de uma das visões de Kelley;
- Um globo de cristal, com seis centímetros de diâmetro. Este artigo permaneceu despercebido por muitos anos na coleção mineral do museu; possivelmente pertenceu a Dee, mas sua procedência não é tão certa quanto a dos outros.

Em dezembro 2004, uma shew-stone (uma pedra usada em previsões) que pertenceu anteriormente a Dee e uma explanação do meio do século XVII escrita por Nicholas Culpeper foram roubadas do museu de ciência em Londres, mas foram recuperados pouco depois.

## Publicações
- Monas Hieroglyphica, 1564
- Prefácio ao Euclides de Billingsley (tradução de Billingsley dos Elementos de Euclides), 1570
- General and Rare Memorials, Pertayning to the Perfect Art of Navigation: Annexed to the Paradoxal Cumpas in Playze. [S.l.: s.n.] 1577
- On the Mystical Rule of the Seven Planets, 1582–1583
- Dee, John; Kelly, Edward; Casaubon, Meric (1659). A True & Faithful Relation of what Passed for Many Yeers Between Dr. John Dee and Some Spirits. [S.l.]: T Garthwait. ISBN 978-5-88514-094-2
- Quinti Libri Mysteriorum. [S.l.]: British Library, Sloane MS 3188. Também disponível por Elias Ashmole, em Sloane MS 3677
- Joseph H. Peterson, ed. (2003). John Dee's Five Books of Mystery: Original Sourcebook of Enochian Magic. Boston: Weiser Books. ISBN 978-1-57863-178-0 from the collected works known as Mysteriorum libri quinque
- John Dee, The Mathematicall Praeface to the Elements of Geometrie of Euclid of Megara (1570). Nova York: Science History Publications (1975) ISBN 0-88202-020-X
- John Dee, John Dee on Astronomy: Propaedeumata Aphoristica (1558 & 1568) ed. por Wayne Shumaker, Berkeley: University of California Press ISBN 0-520-03376-0
- John Dee, Autobiographical tracts of John Dee, Warden of the College of Manchester, ed. James Crossley. Chetham Society Publications, Vol XXIV. Manchester, 1851
- John Dee, Diary for the years 1595–1601, ed. John E. Bailey. 1880
- J.O. Halliwell, ed. (1842). The Private Diary of Dr John Dee. [S.l.]: Camden Society